# Barthélémy Chinenyeze
Barthélémy Chinenyeze (Dunquerque, 22 de fevereiro de 1998) é um jogador de voleibol francês que atua na posição de central.

## Carreira

### Clube
A carreira de Chinenyeze começou nas equipes juvenis do Dunkerque, depois atuou pelo Wattignies e, finalmente, para a equipe federal da CNVB. Em 2016 o central estreou na liga principal do campeonato francês após se transferir para o Spacer's Toulouse Volley. No meado da temporada 2017–18 se transferiu para o voleibol polonês para competir pelo Asseco Resovia Rzeszów.
Em 2018 voltou a atuar no campeonato francês pelo Tours Volley-Ball. Com a nove equipe o central conquistou o título do Campeonato Francês e da Copa da França, ambos na temporada 2018–19.
Em 2019 o francês estreou no voleibol italiano após assinar contrato com o Callipo Sport. Em 2021 o central foi representar as cores do Allianz Milano. Na temporada seguinte, Chinenyeze foi apresentado como o novo reforço do Cucine Lube Civitanova.

### Seleção
Em 2015 Chinenyeze disputou o Campeonato Europeu Sub-19, o Campeonato Mundial Sub-19 e Campeonato Mundial Sub-21, ficando em 9º, 11º e 10º, respectivamente. Estreou na seleção adulta francesa na Liga Mundial de 2017, onde conquistou o título do campeonato após derrotar a seleção brasileira na final. No ano seguinte foi vice-campeão da Liga das Nações de 2018 após perder a final para a seleção russa. Em seguida ficou em 7º lugar no Campeonato Mundial de 2018.
Em 2021 o francês conquistou a medalha de bronze na Liga das Nações após vencer a seleção eslovena. Em sua primeira participação olímpica o central se tornou campeão olímpico ao derrotar na final o Comitê Olímpico Russo nos Jogos Olímpicos de Tóquio.
Em 2022 conquistou o inédito título da Liga das Nações.

## Títulos
Tours Volley-Ball
- Campeonato Francês: 2018–19
- Copa da França: 2018–19

## Clubes
| Anos      | Clube                    |
| --------- | ------------------------ |
| 2016–2018 | Spacer's Toulouse Volley |
| 2018–2018 | Asseco Resovia Rzeszów   |
| 2018–2019 | Tours Volley-Ball        |
| 2019–2021 | Callipo Sport            |
| 2021–2022 | Allianz Milano           |
| 2022–     | Cucine Lube Civitanova   |